# جوني دوين
جوني دوين (بالإنجليزية: Johnny Duane)‏ هو لاعب كرة القدم الغالية أيرلندي، ولد في 18 أكتوبر 1991 في غالواي في جمهورية أيرلندا.